# Martin Koch
Martin Koch (Villaco, 22 gennaio 1982) è un ex saltatore con gli sci austriaco.
È figlio del combinatista nordico e saltatore con gli sci Fritz e nipote del saltatore con gli sci Armin Kogler, a loro volta sciatori nordici di alto livello.

## Biografia
In Coppa del Mondo esordì l'8 dicembre 1998 nella K120 di Predazzo (45°), conquistò il primo podio il 25 novembre 2000 nella K120 a squadre di Kuopio (2°) e la prima vittoria il 27 gennaio 2002 nella K120 a squadre di Sapporo.
In carriera prese parte a due edizioni dei Giochi olimpici invernali, Salt Lake City 2002 (14° nel trampolino normale, 8° nel trampolino lungo) e Torino 2006 (23° nel trampolino normale, 32° nel trampolino lungo, 1° nella gara a squadre), a tre dei Campionati mondiali, vincendo tre medaglie, e a cinque dei Mondiali di volo, vincendo cinque medaglie.

## Palmarès

### Olimpiadi
- 1 medaglia:
  - 1 oro (gara a squadre a Torino 2006)

### Mondiali
- 3 medaglie:
  - 3 ori (gara a squadre a Liberec 2009; gare a squadre dal trampolino normale, gare a squadre dal trampolino lungo a Oslo 2011)

### Mondiali di volo
- 5 medaglie:
  - 3 ori (gara a squadre a Obestdorf 2008; gara a squadre a Planica 2010; gara a squadre a Vikersund 2012)
  - 1 argento (individuale a Obestdorf 2008)
  - 1 bronzo (individuale a Vikersund 2012)

### Mondiali juniores
- 2 medaglie:
  - 2 ori (gara a squadre a Saalfelden 1999; gara a squadre a Štrbské Pleso 2000)

### Universiadi
- 1 medaglia:
  - 1 bronzo (trampolino lungo a Innsbruck 2005)

### Coppa del Mondo
- Miglior piazzamento in classifica generale: 6º nel 2011
- 48 podi (23 individuali, 25 a squadre):
  - 16 vittorie (5 individuali, 11 a squadre)
  - 16 secondi posti (7 individuali, 9 a squadre)
  - 16 terzi posti (11 individuali, 5 a squadre)

#### Coppa del Mondo - vittorie
| Data             | Località   | Nazione   | Trampolino                                                                              |
| ---------------- | ---------- | --------- | --------------------------------------------------------------------------------------- |
| 27 gennaio 2002  | Sapporo    | Giappone  | Ōkurayama K120 (con Stefan Horngacher, Wolfgang Loitzl e Andreas Widhölzl)              |
| 4 marzo 2006     | Lahti      | Finlandia | Salpausselkä HS130 (con Andreas Widhölzl, Andreas Kofler e Thomas Morgenstern)          |
| 7 marzo 2009     | Lahti      | Finlandia | Salpausselkä HS130 (con Wolfgang Loitzl, Thomas Morgenstern e Gregor Schlierenzauer)    |
| 14 marzo 2009    | Vikersund  | Norvegia  | Vikersundbakken HS178 (con Wolfgang Loitzl, Thomas Morgenstern e Gregor Schlierenzauer) |
| 30 gennaio 2010  | Oberstdorf | Germania  | Heini Klopfer HS213 (con Wolfgang Loitzl, Andreas Kofler e Gregor Schlierenzauer)       |
| 8 gennaio 2011   | Harrachov  | Rep. Ceca | Čerťák HS205                                                                            |
| 29 gennaio 2011  | Willingen  | Germania  | Mühlenkopf HS145 (con Thomas Morgenstern, Andreas Kofler e Gregor Schlierenzauer)       |
| 5 febbraio 2011  | Oberstdorf | Germania  | Heini Klopfer HS213                                                                     |
| 6 febbraio 2011  | Oberstdorf | Germania  | Heini Klopfer HS213 (con Thomas Morgenstern, Andreas Kofler e Gregor Schlierenzauer)    |
| 12 marzo 2011    | Lahti      | Finlandia | Salpausselkä HS130 (con Gregor Schlierenzauer, Andreas Kofler e Thomas Morgenstern)     |
| 19 marzo 2011    | Planica    | Slovenia  | Letalnica HS215 (con Thomas Morgenstern, Andreas Kofler e Gregor Schlierenzauer)        |
| 18 febbraio 2012 | Oberstdorf | Germania  | Heini Klopfer HS213                                                                     |
| 3 marzo 2012     | Lahti      | Finlandia | Salpausselkä HS97 (con Thomas Morgenstern, Gregor Schlierenzauer e Andreas Kofler)      |
| 11 marzo 2012    | Oslo       | Norvegia  | Holmenkollen HS134                                                                      |
| 17 marzo 2012    | Planica    | Slovenia  | Letalnica HS215 (con Thomas Morgenstern, Andreas Kofler e Gregor Schlierenzauer)        |
| 18 marzo 2012    | Planica    | Slovenia  | Letalnica HS215                                                                         |

#### Nordic Tournament
- 1 podio di tappa[2]:
  - 1 secondo posto

### Campionati austriaci
- 3 medaglie[3]:
  - 1 oro (K105 nel 2001)
  - 1 argento (LH nel 2009)
  - 1 bronzo (K90 nel 2001)